# Las Rozas CF
Las Rozas CF is een Spaanse voetbalclub. Thuisstadion is het Navalcarbón in Las Rozas de Madrid, een stad vlak bij Madrid. Het team speelt sinds 2021/22 in de Tercera División RFEF.

## Historie
Opgericht in 1966 speelt de club in het seizoen 1991/92 voor het eerst professioneel voetbal. In 1996 degradeert het uit de Tercera División na enkele jaren tegen degradatie te hebben gevochten. Na een jaar keert het weer terug in de hoogste Madrileense divisie en na de eerste twee jaar wederom tegen afdaling te vechten, speelt het in de daaropvolgende jaren bovenin. In 2004/05 wordt het zelfs kampioen, maar evenals 2 keer eerder worden de play-offs niet gewonnen. 
Vanaf 2011/12 zakte de ploeg weg naar de Preferente.  Pas in 2018/19 keerde de ploeg terug naar de Tercera en in 2019/20 stond de ploeg voor de eerst maal in haar geschiedenis in de Segunda División B, het toenmalige derde niveau van het Spaans voetbal.  Dit eerste seizoen zou de ploeg op een zeventiende plaats eindigen, maar omdat door de coronacrisis geen enkele ploeg degradeerde, bleef de ploeg op hetzelfde niveau.  Het overgangsseizoen 2020/21 verliep heel moeilijk. De ploeg werd voor de eerste ronde ingedeeld in Subgroep 5A en eindigde op de zevende plaats, net een plaats tekort om voor een plaats in de Primera División RFEF te strijden.  Toen op het einde van de tweede ronde de ploeg op de zesde plaats vertoefde, was voor seizoen 2021/22 een plek in de Tercera Division RFEF, oftewel het nieuwe vijfde niveau van het Spaans voetbal, een realiteit.

## Gewonnen prijzen
- Tercera División: 2004/05